# بن مسترز
بن مسترز (انگلیسی: Ben Masters؛ زادهٔ ۶ مهٔ ۱۹۴۷) یک هنرپیشه اهل ایالات متحده آمریکا است. وی از سال ۱۹۷۴ میلادی تاکنون مشغول فعالیت بوده‌است.
او در فیلم ساختن آقای مطلوب بازی کرده‌است.